# Iglesia de San Andrés de Bellveí
La iglesia de San Andrés  es la antigua iglesia sufragaria del vecindario de Sant Andreu de Calders del término municipal de Calders perteneciente a la comarca catalana del Moyanés en la provincia de Barcelona. Son los restos una iglesia románica incluida en el Inventario del Patrimonio Arquitectónico de Cataluña y protegida como Bien Cultural de Interés Local.

## Historia
La primera noticia que se encuentra documentada es la del testamento de Guillem de Ramón de Calders, del 1107, que al dejar sus bienes, reparte la mitad de los mismos entre San Pedro de Vic, San Benito de Bages y San Andrés de Calders o de Bellveí. Desde el siglo XV fue sufragánea de la iglesia parroquial de San Vicente de Calders y lo fue hasta el año 1875, aunque no se dejó de celebrar la misa. Según visitas pastorales se sabe que estaba el altar de San Isidro y el de Santa María Sassala, además del altar mayor.
Al lado, y orientado al norte, había el cementerio. En el lado de poniente, a pocos metros de la iglesia, se construyó una casa y molino, hoy también en ruina.

## Descripción
Antigua iglesia parroquial, situada cerca el río Calders, a la que sólo le quedan las paredes laterales de su primitivo estilo románico, conservándose, sobre todo, la del sector norte y los ábsides central y laterales que se encuentran en el este, falta toda la cubierta. El interior está lleno de escombros; se insinúa la escala de subir al coro. La forma de los ábside es trapezoidal, en esta parte de la construcción es donde se encuentran los sillares mejor trabajados y escuadrados. El resto es piedra con argamasa.
La fachada de poniente, que es donde estaba la puerta de entrada, es inexistente. Considerada como románica, son pocos los elementos que permiten catalogarla como tal, dado su gran estado ruinoso.